# Rampur (Himachal Pradesh)
Rampur is een nagar panchayat (plaats) in het district Shimla van de Indiase staat Himachal Pradesh. 

## Demografie
Volgens de Indiase volkstelling van 2001 wonen er 5.653 mensen in Rampur, waarvan 59% mannelijk en 41% vrouwelijk is. De plaats heeft een alfabetiseringsgraad van 84%. 